# Эшмор, Шон
Шон Роберт Эшмор (англ. Shawn Robert Ashmore, род. 7 октября 1979 года; Ричмонд, Британская Колумбия, Канада) — канадский актёр, известный широкой публике по роли Человека-льда в серии фильмов «Люди Икс».

## Ранние годы
Шон Эшмор родился в городе Ричмонд, Британская Колумбия, в семье Линды и Рика Эшмор. Его детство прошло в Брамптоне, Онтарио где он учился в школе Тернера Фэнтона. Его брат-близнец, Аарон Эшмор, тоже является актёром. Аарон и Шон играли близнецов в нескольких фильмах, но также снимаются и отдельно. Аарон немного выше Шона и, по словам Аарона, Шону обычно достаются роли хороших парней, в то время как Аарон играет хулиганов.

## Карьера
Наиболее известной ролью Шона Эшмора является роль Человека-льда в фильме «Люди Икс» и его продолжениях «Люди Икс 2» и «Люди Икс: Последняя битва». Несмотря на то, что большинство второстепенных персонажей в разных частях фильма были сыграны разными актёрами, Шон Эшмор снялся во всех фильмах, так как его герой являлся основным в первой части, в отличие от Призрачной кошки, чья роль в первой и второй частях была второстепенной. Также Эшмор озвучивал Человека-льда в мультсериале The Super Hero Squad Show. В 2014 году актёр вернулся к роли в фильме «Люди Икс: Дни минувшего будущего».
Эшмор играл старшего курсанта Брэда Ригби в «Кадет Келли», фильме 2002 года производства Disney Channel. Был приглашён на роль Эрика Саммерса в двух сериях сериала «Тайны Смолвиля», в котором позже его брат получил роль Джимми Олсена. Также снимался в телесериале «Аниморфы» в роли Джейка Беренсона и сериале «За гранью возможного» в роли Тайлера Коннела.
В декабре 2004 года Шон Эшмор снялся в главной роли в мини-сериале «Волшебник Земноморья», производства SciFi Channel по мотивам произведений Урсулы Ле Гуин. Он исполняет роль Геда, молодого ученика мага, берущего уроки у Огиона (Дэнни Гловер) и влюбляющегося в Тенар (Кристин Кройк), протеже Верховной Жрицы Гробницы Атуана (Изабелла Росселлини). В 2005 году Шон Эшмор принимал участие в съёмках фильма производства CTV про марафонский пробег через Канаду Терри Фокса, который вышел в сентябре того же года. В 2008 году он сыграл одну из главных ролей в фильме ужасов «Руины», в 2010 году — в триллере «Замёрзшие».
В 2016 году Эшмор подарил свою внешность и голос главному герою игры Quantum Break — Джеку Джойсу.

## Личная жизнь
Шон Эшмор женат на Дане Рене Уасдин. 27 июля 2012 года Шон и Дана поженились в Лос-Анджелесе. В июле 2017 года у супругов родился сын.
Шон любит проводить время со своим братом, слушать музыку, играть на гитаре и кататься на сноуборде. Он свободно разговаривает на французском. Держит одного питомца: Джессику — золотистого ретривера, доставшуюся ему от бабушки в возрасте девяти лет.

## Фильмография

### Кино
| Год  | Название на русском                       | Оригинальное название      | Роль                                 | Примечания             |
| ---- | ----------------------------------------- | -------------------------- | ------------------------------------ | ---------------------- |
| 1991 | И в горе, и в радости                     | Married to It              | студент, участвующий в представлении |                        |
| 1998 | Заговор проказниц                         | Strike!                    | фотограф                             |                        |
| 2000 | Люди Икс                                  | X-Men                      | Бобби Дрейк / Человек-лёд            |                        |
| 2002 | —                                         | Past Present               | парень из колледжа                   | короткометражный фильм |
| 2003 | Люди Икс 2                                | X2                         | Бобби Дрейк / Человек-лёд            |                        |
| 2004 | Охранник моего брата Волшебник Земноморья | My Brother’s Keeper        | близнец                              | не указан в титрах     |
| 2005 | Новичок                                   | Underclassman              | Роб Донован                          |                        |
| 2005 | Три иглы                                  | 3 Needles                  | Денис                                |                        |
| 2005 | Душа тишины                               | The Quiet                  | Коннор                               |                        |
| 2006 | Люди Икс: Последняя битва                 | X-Men: The Last Stand      | Бобби Дрейк / Человек-лёд            |                        |
| 2008 | Солнцестояние                             | Solstice                   | Кристиан                             |                        |
| 2008 | Руины                                     | The Ruins                  | Эрик                                 |                        |
| 2010 | Замёрзшие                                 | Frozen                     | Джо Линч                             |                        |
| 2010 | Топор 2                                   | Hatchet 2                  | первый рыбак                         | не указан в титрах     |
| 2010 | День матери                               | Mother’s Day               | Джордж                               |                        |
| 2011 | Судный день                               | The Day                    | Адам                                 |                        |
| 2012 | Мариачи                                   | Mariachi Gringo            | Эдвард                               |                        |
| 2012 | Уже ушёл                                  | Already Gone               | Джуд Малви                           | короткометражный фильм |
| 2012 | Пустошь                                   | The Barrens                | Дейл                                 |                        |
| 2012 | Соседки по комнате                        | Breaking the Girls         | Эрик Нолан                           |                        |
| 2014 | Люди Икс: Дни минувшего будущего          | X-Men: Days of Future Past | Бобби Дрейк / Человек-лёд            |                        |
| 2017 | Дьявольские врата                         | Devil’s Gate               | Конрад «Кольт» Солтер                |                        |
| 2017 | Впадина в земле                           | Hollow in the Land         | Деррил Тарасофф                      |                        |
| 2018 | Акты насилия                              | Acts of Violence           | Брэндон Макгрегор                    |                        |
| 2020 | С наступлением ночи                       | Anderson Falls             | Джефф Андерсон                       |                        |
| 2020 | Свободное падение                         | The Free Fall              | Ник                                  |                        |

### Телевидение
| Год       | Название на русском                   | Оригинальное название                       | Роль                          | Примечания                                           |
| --------- | ------------------------------------- | ------------------------------------------- | ----------------------------- | ---------------------------------------------------- |
| 1990      | Полицейский Кэттс и его собака        | Katts and Dog                               | н/д                           | эпизод: Mistaken Identity                            |
| 1992      | Театр Рэя Брэдбери                    | The Ray Bradbury Theater                    | Чарли                         | эпизод: Colonel Stonesteel and the Desperate Empties |
| 1993      | Аморальное поведение                  | Gross Misconduct: The Life of Brian Spencer | юный Брайан «Спиннер» Спенсер | телефильм                                            |
| 1994      | —                                     | Guitarman                                   | Уэйлон Тиббинс                | телефильм                                            |
| 1995      | —                                     | Long Island Fever                           | Донни                         | телефильм                                            |
| 1997      | Ради моего сына                       | Any Mother’s Son                            | Билли                         | телефильм                                            |
| 1997      | Мелани Дэрроу                         | Melanie Darrow                              | Дэвид Эбботт                  | телефильм                                            |
| 1997      | Автодром                              | Fast Track                                  | юный Чандлер                  | эпизод: Combustions                                  |
| 1997      | Обещая Луну с небес                   | Promise the Moon                            | Левиатус Беннетт              | телефильм                                            |
| 1997      | Мгновения грядущего                   | Flash Forward                               | Горд                          | эпизод: Mudpack                                      |
| 1998—1999 | Аниморфы                              | Gross Misconduct: The Life of Brian Spencer | Джейк Беренсон                | телесериал; основная роль                            |
| 1999      | Настоящие дети, настоящие приключения | Real Kids, Real Adventures                  | Аарон Холл                    | эпизод: Mountain Lion                                |
| 1999      | Во власти незнакомца                  | At the Mercy of a Stranger                  | Дэнни                         | телефильм                                            |
| 1999      | —                                     | Dear America: The Winter of Red Snow        | Бен Валентайн                 | телефильм                                            |
| 1999      | —                                     | The City                                    | Тайлер                        | эпизод: Departures                                   |
| 2000      | Земля: Последний конфликт             | Earth: Final Conflict                       | Макс                          | эпизод: Sanctuary                                    |
| 2000      | Известный Джет Джексон                | The Famous Jett Jackson                     | Чет                           | эпизод: What You Wish For                            |
| 2000—2001 | Когда сердца бьются в такт            | In a Heartbeat                              | Тайлер Коннелл                | телесериал; основная роль                            |
| 2001      | В темноте                             | Blackout                                    | старший сын                   | телефильм                                            |
| 2001      | —                                     | The Big House                               | Тревор Брюстер                | телефильм                                            |
| 2001      | За гранью возможного                  | The Outer Limits                            | Моррис Шоттуэлл               | эпизод: Lion’s Den                                   |
| 2001      | Охота на оборотня                     | Wolf Girl                                   | Бо Лиддл                      | телефильм                                            |
| 2002      | Кадет Келли                           | Cadet Kelly                                 | Брэд                          | телефильм                                            |
| 2002      | —                                     | Aces                                        | н/д                           | телефильм                                            |
| 2002—2004 | Тайны Смолвиля                        | Smallville                                  | Эрик Саммерс                  | телесериал; 2 сезона                                 |
| 2005      | Волшебник Земноморья                  | Legend of Earthsea                          | Гед                           | мини-сериал; основная роль                           |
| 2005      | Терри                                 | Terry                                       | Терри Фокс                    | телефильм                                            |
| 2009      | Отклонённый                           | Diverted                                    | Майк Стивен                   | телефильм                                            |
| 2009—2010 | Отряд супергероев                     | The Super Hero Squad Show                   | Человек-лёд                   | мультсериал; 2 эпизода; озвучка                      |
| 2010      | Кровопускание и чудесные исцеления    | Bloodletting & Miraculous Cures             | Фитц                          | мини-сериал; основная роль                           |
| 2010      | Грань                                 | Fringe                                      | Джошуа Роуз                   | эпизод: Amber 31422                                  |
| 2013—2015 | Последователи                         | The Following                               | Майк Уэстон                   | телесериал; основная роль                            |
| 2016      | Квантовый разлом                      | Quantum Break                               | Джек Джойс                    | телесериал; основная роль                            |
| 2016      | Семейное положение                    | Relationship Status                         | Бен                           | телесериал; 3 эпизода                                |
| 2016—2017 | Приговор                              | Conviction                                  | Сэм Спенсер                   | телесериал; основная роль                            |
| 2018      | Спецназ города ангелов                | S.W.A.T.                                    | Лиам                          | эпизод: Day Off                                      |
| 2018—2023 | Новичок                               | The Rookie                                  | Уэсли Эверс                   | телесериал; основная роль                            |
| 2019      | Навстречу тьме                        | Into the Dark                               | Томас                         | эпизод: Culture Shock                                |
| 2020      | Пацаны                                | The Boys                                    | Фонарщик                      | телесериал; 3 эпизода                                |
| 2019      | Хадсон и Рекс                         | Hudson & Rex                                |                               | эпизод: 23 "The French Connection"                   |

### Игры
| Год  | Название                                  | Роль        | Примечания                |
| ---- | ----------------------------------------- | ----------- | ------------------------- |
| 2006 | X-Men: The Official Game                  | Человек-лёд |                           |
| 2016 | Quantum Break                             | Джек Джойс  |                           |
| 2019 | The Dark Pictures Anthology: Man of Medan | Конрад      | Озвучка и захват движения |
| 2023 | Alan Wake II                              | Тим Брейкер |                           |
| 2023 | Sons Of The Forest                        | Тим Лебланк | Озвучка                   |